# 2406 Orelskaya
A 2406 Orelskaya (ideiglenes jelöléssel 1966 QG) a Naprendszer kisbolygóövében található aszteroida. A Krími Asztrofizikai Obszervatórium csillagászai fedezték fel 1966. augusztus 20-án.